# 仙娥礁
仙娥礁是位于中国南沙群岛东南部的一个环礁，位于美济礁以南约27海里，信义礁以西约25海里。长7.4公里，宽约4.6公里。环礁完整，无礁门。1935年中华民国水陆地图审查委员会公布的名称为“亚利斯亚安尼礁”，1947年中华民国内政部方域司公布的名称和1983年中华人民共和国中国地名委员会公布的标准名称均为“仙娥礁”。因其形状，古代海南渔民有称“鸟串”或“鸟串沙”，西方文献一般称为“Alicia Annie Reef”。
1987年，中国南沙综合科考队对南沙群岛进行综合调查，曾登陆仙娥礁，并留下了中国石碑和标识物。后标识物被菲律宾军队破坏和移除。
1995年，中国渔民在仙娥礁附近捕鱼时，被菲律宾当局扣留。